# Blastobasis rebeli
Blastobasis rebeli é uma espécie de mariposa do gênero Blastobasis pertencente à família Coleophoridae.